# Lochwiller
Lochwiller je občina v departmaju Bas-Rhin francoske regije Alzacija.
Leta 1990 je v občini živelo 341 oseb oz. 74 oseb/km².